# Nina Stapelfeldt
Nina Stapelfeldt (Hünenberg, 13 aprile 1995) è un'ex calciatrice svizzera, di ruolo attaccante.

## Carriera

### Club
Stapelfeldt inizia l'attività agonistica nel 2005, iniziando a giocare con il Menzo Reinach, nel Canton Argovia, rimanendovi fino al 2009, anno in cui si trasferisce al Kriens.
Nel gennaio 2014 sottoscrive un accordo con le campionesse in carica dello Zurigo, società con la quale ottiene i suoi primi trofei in carriera, due titoli nazionali e una Coppa Svizzera, compreso il double nella stagione 2014-2015. In quell'ultima stagione ha inoltre il suo debutto in UEFA Women's Champions League, maturando 5 presenze internazionali, debuttando l'11 agosto 2014, nella seconda partita del gruppo 1 vinta 2-0 sulle lettoni del Rīgas nella fase preliminare, nei sedicesimi e negli ottavi di finale, fino all'eliminazione da parte delle scozzesi del Glasgow City.
Nell'estate 2015 si trasferisce al Lucerna, vestendo la maglia della squadra biancoblu per tre stagioni, chiuse in campionato, rispettivamente, al 3º posto e le due successive al 4º posto in Lega Nazionale A.
Durante la sessione estiva di calciomercato 2018, Stapelfeldt coglie l'occasione per giocare il suo primo campionato all'estero, firmando un contratto annuale con il Twente per disputare l'Eredivisie, livello di vertice del campionato olandese. Con il suo nuovo club vince il suo quarto trofeo, quello di campione dei Paesi Bassi 2018-2019, decidendo di non rinnovare il contratto per un'ulteriore stagione accettando invece la proposta del Gent per un ulteriore nuovo campionato estero, quello belga.
Nella sua esperienza con il club di Gand risulta utilizzata in campionato poco, accumulando solo 2 presenze in Super League, e alla scadenza del contratto lascia la società per la sua terza esperienza estera, scegliendo questa volta il campionato francese, con il Soyaux annuncia il suo arrivo in squadra. A disposizione del tecnico Sébastien Joseph, viene utilizzata fin dalla 1ª giornata di campionato, debuttando in Division 1 Féminine il 5 settembre 2020, nella vittoria casalinga per 2-1 con il Digione. Joseph la impiega con continuità, così da maturare al termine della stagione 21 presenze su 22 incontri di D1, andando a segno anche in due occasioni, alla 3ª giornata, dove sigla all'89' il gol della bandiera nella sconfitta casalinga per 4-1 con il Montpellier, e quella del momentaneo ribaltamento del risultato nell'incontro di ritorno con il Digione, portato da lei sul 2-1 ma concluso poi dalle avversarie per 3-2.
Libera da impegni contrattuali, nel luglio 2021 firma un contratto biennale con il Milan per la stagione entrante, per quello che è il suo quarto campionato estero consecutivo. Ha giocato con la squadra rossonera per una sola stagione, collezionando 15 presenze e 4 reti in campionato e 4 presenze e 3 gol in Coppa Italia, a questi vanno aggiunti 5 assist stagionali. Risulta essere a fine stagione la miglior marcatrice del MIlan per media gol/minuti giocati mettendo a segno una rete ogni 120'. A fine stagione partecipa al ritiro con la nazionale Svizzera per partecipare all'Europeo. Pochi giorni prima dell'avvio del campionato di Serie A 2022-2023 si è trasferita al Como, società neopromossa nella massima serie del campionato italiano, divenuta professionistica proprio in questa stagione. Fermata dal primo infortunio serio della sua carriera, Stapelfeldt gioca 8 gare ufficiali mettendo a segno 2 reti, il primo regala la prima storica vittoria nel professionista per il Como (0-1 ad Arezzo) e l'ultima rete in acrobazia in casa del Sassuolo.
Si trasferisce al Brescia e dopo un periodo di riabilitazione, torna in campo verso novembre. Da quel momento inizia a giocare e a segnare, realizzando 6 reti in campionato. Ad aprile ha rescisso il contratto col Brescia, per poi ritirarsi al termine della stagione 2023-2024.

### Nazionale
Stapelfeldt inizia a essere convocata dalla Federcalcio svizzera nel 2011, inizialmente per vestire la maglia della formazione under 17 che affronta le qualificazioni all'Europeo 2012 di categoria, giocando complessivamente 4 incontri tra i quali uno nella fase finale, con la sua nazionale che termina al quarto e ultimo posto.
Sempre del 2012 è la sua prima convocazione in under 19, inserita in rosa con la squadra che disputa le qualificazioni all'Europeo di Galles 2013. Debutta il 20 ottobre, nell'incontro vinto per 5-0 sulle pari età di Israele, e condivide con le compagne il percorso che vede la Svizzera chiudere da imbattuta il gruppo 10 nella prima fase ma non riuscire a essere altrettanto competitiva nella fase élite, conclusa al terzo posto, che gli preclude l'accesso alla fase finale. In rosa anche per la successiva qualificazione all'Europeo di Norvegia 2014, gioca solo i tre incontri della fase élite, con la sua nazionale che pur concludendo al secondo posto il Gruppo 1 dietro la Spagna, nel confronto tra le migliori seconde classificate deve cedere l'ultimo posto utile all'Irlanda.
Ha ottenuto le prime due convocazioni dall'allora commissario tecnico della nazionale maggiore Martina Voss-Tecklenburg già nel 2015, tra le quali l'incontro del 4 giugno 2016 con la Rep. Ceca e valido per le qualificazioni all'Europeo dei Paesi Bassi 2017, senza però scendere in campo. Cinque anni dopo ha ricevuto una nuova convocazione, facendo il suo esordio con la maglia rosso-crociata nell'amichevole del 29 maggio 2019 persa 3-1 contro l'Italia.

## Palmarès

### Club
- Campionato svizzero: 2

Zurigo: 2013-2014, 2014-2015
- Coppa Svizzera: 1

Zurigo: 2014-2015
- Campionato olandese: 1

Twente: 2018-2019